# Arquitectura africana

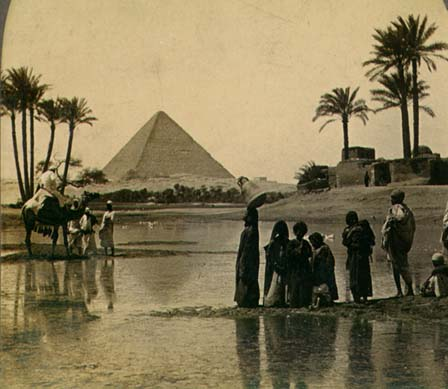
Las Pirámides de Guiza son consideradas una de las mayores hazañas arquitectónicas de todos los tiempos y una de las Siete Maravillas del Mundo antiguo.

La arquitectura africana corresponde a una amplia variedad de estilos arquitectónicos. A lo largo de su historia, los grupos etno-lingüísticos que poblaron África han tenido sus propias tradiciones arquitectónicas. En algunos casos, se han podido identificar amplios estilos, tales como la arquitectura saheliana en África occidental. Un tema común en buena parte de la arquitectura africana tradicional es el uso de escalamiento fractal: pequeñas partes de la estructura tienden a parecer similares a las partes mayores como, por ejemplo, una aldea circular hecha de casas circulares.
Como la mayor parte de tradiciones arquitectónicas de otras partes, la arquitectura africana ha sido objeto de numerosas influencias externas desde los períodos más tempranos. La arquitectura occidental también ha tenido un impacto en las zonas costeras desde fines del siglo XV y, actualmente, es una fuente de inspiración importante para muchos edificios, particularmente, en las grandes ciudades.
La arquitectura africana usa una amplia variedad de materiales. En sus estructuras es posible hallar paja, palos de madera, barro, adobe, tierra apisonada y piedra, con una preferencia de materiales de acuerdo a cada región: África del Norte por la piedra y el adobe; África occidental por el barro y el adobe; África central por la madera y más materiales perecibles; África oriental, variados; África meridional, por piedra, paja y madera. Un muro en África del Norte podría ser construido de piedra o de tierra apisonada; en África occidental, de barro o adobe; en África central, de madera; en África meridional, de madera o piedra; y en África oriental, de todos estos materiales. 
La arquitectura africana vernacular también hace uso de una amplia variedad de materiales. En este tipo de arquitectura se pueden identificar nueve amplias categorías de estructuras habitaciones: 1. En forma de colmena; 2. Cono en cilindro; 3. Cono en los polos; 4. Hastial techado; 5. Cono piramidal; 6. Rectángulo con techo redondeado y pendiente en los extremos; 7. Cuadrado; 8. Cúpula o techo plano en arcilla; 9. Cuadrangular, en torno a un patio abierto; 10. Cono en el suelo.

## Arquitectura antigua
El tipo de estructura más famosa en lo que viene siendo toda África, las pirámides de Egipto, sigue siendo uno de primeros grandes logros arquitectónicos del mundo, aunque limitado en su alcance práctico y originado en un contexto puramente funerario. Las tradiciones arquitectónicas egipcias también vio el incremento de vastos complejos de templos y edificios.
En gran medida se desconoce la antigua arquitectura del sur y oeste del Sahara y, más difícil aún, la fecha de los monolitos del río Cross que presentan diseños geométricos o humanos. El gran número de círculos megalíticos de Senegambia también evidencia una emergente arquitectura.

### Egipto

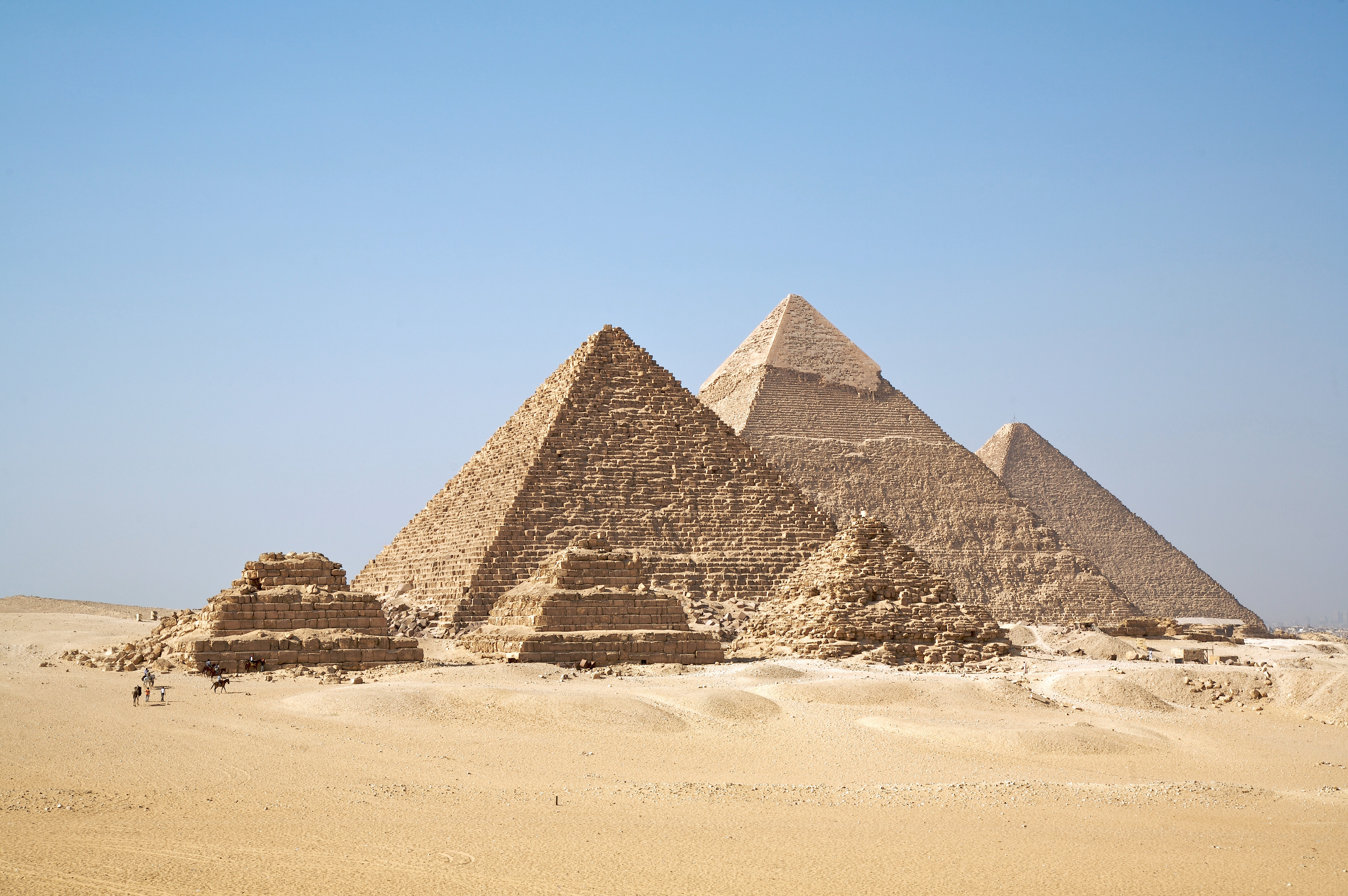
Pirámides de Guiza.

Los logros egipcios en arquitectura fueron variados, pasando por templos, ciudades cercadas, canales y diques. Las construcciones más originales de la arquitectura egipcia monumental son los complejos de las pirámides, los templos y las tumbas (mastabas, speos e hipogeos)
Debido a la escasez de madera, los dos materiales de construcción predominantemente usados en el Antiguo Egipto eran el adobe y la piedra, fundamentalmente piedra caliza, aunque también arenisca y granito en grandes cantidades.
La información actual sobre la arquitectura egipcia antigua se fundamenta principalmente en sus monumentos religiosos, estructuras macizas caracterizadas por su gran tamaño, con muros levemente inclinados y escasas aberturas, repitiendo un método de construcción posiblemente usado para obtener estabilidad en edificios de muros de adobe. 

### Nubia

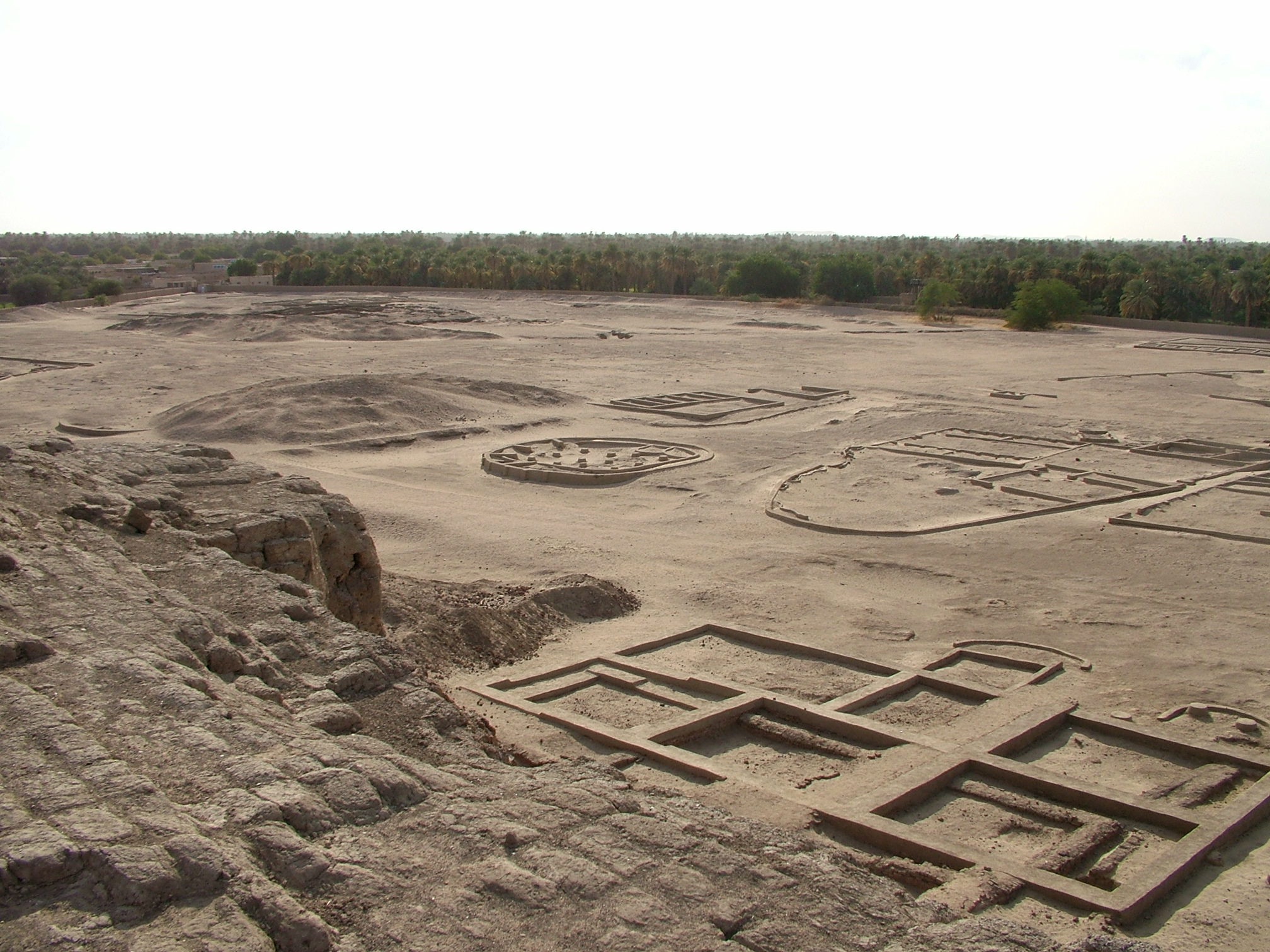
La ciudad de Kerma.

La arquitectura nubia es una de las más antiguas del mundo. Uno de los primeros tipos de edificaciones fueron los speos, construcciones funerarias perforadas en la roca sólida, un logro que tuvo lugar alrededor de 3700-3250 a. C. Los egipcios hicieron un uso extensivo del proceso en Speos Artemidos y Abu Simbel.
Kerma fue fundada alrededor de 2400 a. C. Era una ciudad amurallada que contenía edificios religiosos, grandes viviendas circulares, un palacio y un buen trazado de caminos. En el lado oriental de la ciudad, se diseñó un templo y una capilla. La ciudad contaba con una población de 2.000 personas. Una estructura importante fue el Deffufa, un templo de adobe en cuya cúspide se realizaban ceremonias. Entre 1500 y 1085 a. C., la conquista y dominio egipcio de Nubia llegó a su fin. 

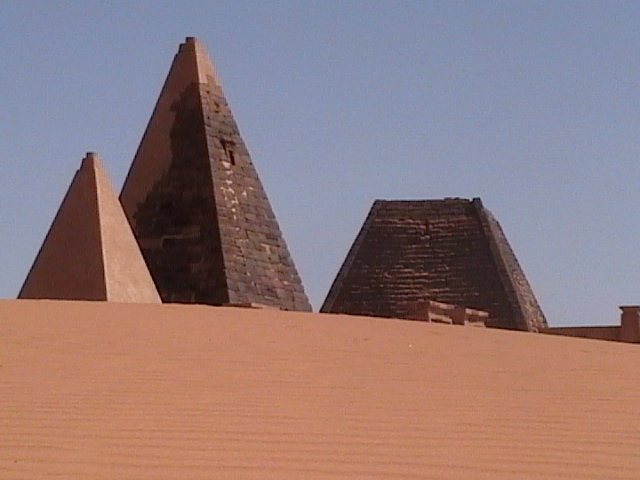
Pirámides nubias en Meroe.

Esta conquista dio lugar a la Fase Napatiense de la historia nubia: el nacimiento del Reino de Kush. Esta época tuvo una inmensa influencia de Egipto y, finalmente, lo conquistó. Durante esta fase, se edifican numerosas pirámides y templos. Gebel Barkal en la ciudad de Napata fue un sitio muy significativo. En la misma Napata, se han excavado trece templos y dos palacios, aunque aún no se han terminado las exploraciones arqueológicas. Las pirámides nubias fueron construidas en tres sitios principales: El Kurru, Nuri y Meroe. Estas consistían en paredes escarpadas, una capilla dirigida hacia el Este, escaleras hacia el Este y una cámara de acceso a través de las escaleras. El sitio de Meroe tiene la mayor cantidad de pirámides nubias y es considerado uno de los mayores sitios arqueológicos del mundo. En torno a 350 d. C., la zona fue invadida por el reino etíope de Aksum y el reino de Kush colapsó.

### Reino de Aksum

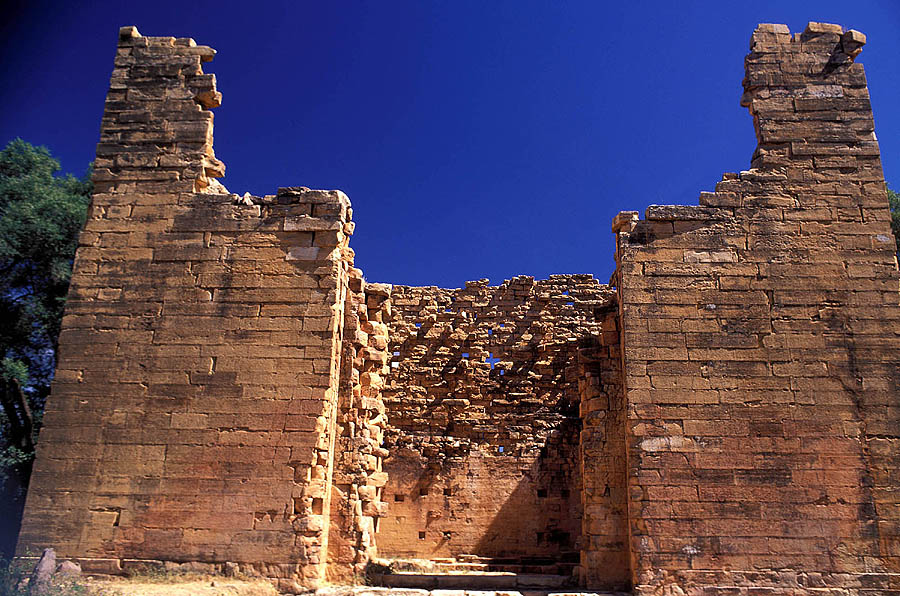
Restos de un templo en Yeha, región de Tigray, Etiopía.

El edificio más famoso de este período es la torre del siglo VIII a. C. en Yeha, Etiopía, que se cree fue la capital de D'mt. La arquitectura de Aksum floreció en la región desde el siglo IV a. C. hacia adelante, persistiendo incluso después de la transición de la dinastía aksumita a la dinastía Zagüe en el siglo XII, como se demuestra por varias influencias aksumitas en y alrededor de las iglesias medievales de Lalibela. Otras estructuras monumentales incluyen las tumbas masivas subterráneas. Las stelae (hawilts) fueron las únicas grandes estructuras monolíticas erigidas (o tratadas de edificar). Otras estructuras que emplearon monolitos fueron las tumbas, tales como la "Tumba de la puerta falsa" y las tumbas de Kaleb y Gebre Mesqel en Axum; sin embargo, la mayor parte de estructuras (como los palacios, villas, viviendas y otras iglesias y monasterios) fue construida con estratos alternantes de piedra y madera.

### Arquitectura magrebí
Los bereberes dejaron miles de tumbas, cuya arquitectura es única en el noroeste de África. La más famosa fue la "Tumba de la mujer cristiana" en el oeste de Argelia. Esta estructura contiene columnas que culminan en cúpula y vías en espiral que conducen a una cámara única.

### Cultura Nok
Los artefactos de la cultura Nok han sido fechados desde 790 a. C., en la Meseta de Jos, Nigeria, entre los ríos Níger y Benue. En la excavación arqueológica del asentamiento nok en Samun Dikiya, se descubrió la tendencia de construir en cimas, aunque en general los asentamientos nok no han sido ampliamente excavados.

### Tichitt Walata
Ticchit Walata es el asentamiento preservado más antiguo en África occidental y el asentamiento más antiguo construido a base de piedra al sur del Sahara. Se cree que fue construido por los soninké y que habría sido el precursor del Imperio de Ghana. Fue ocupado alrededor de 2000 a. C.

## Arquitectura medieval

### África del Norte

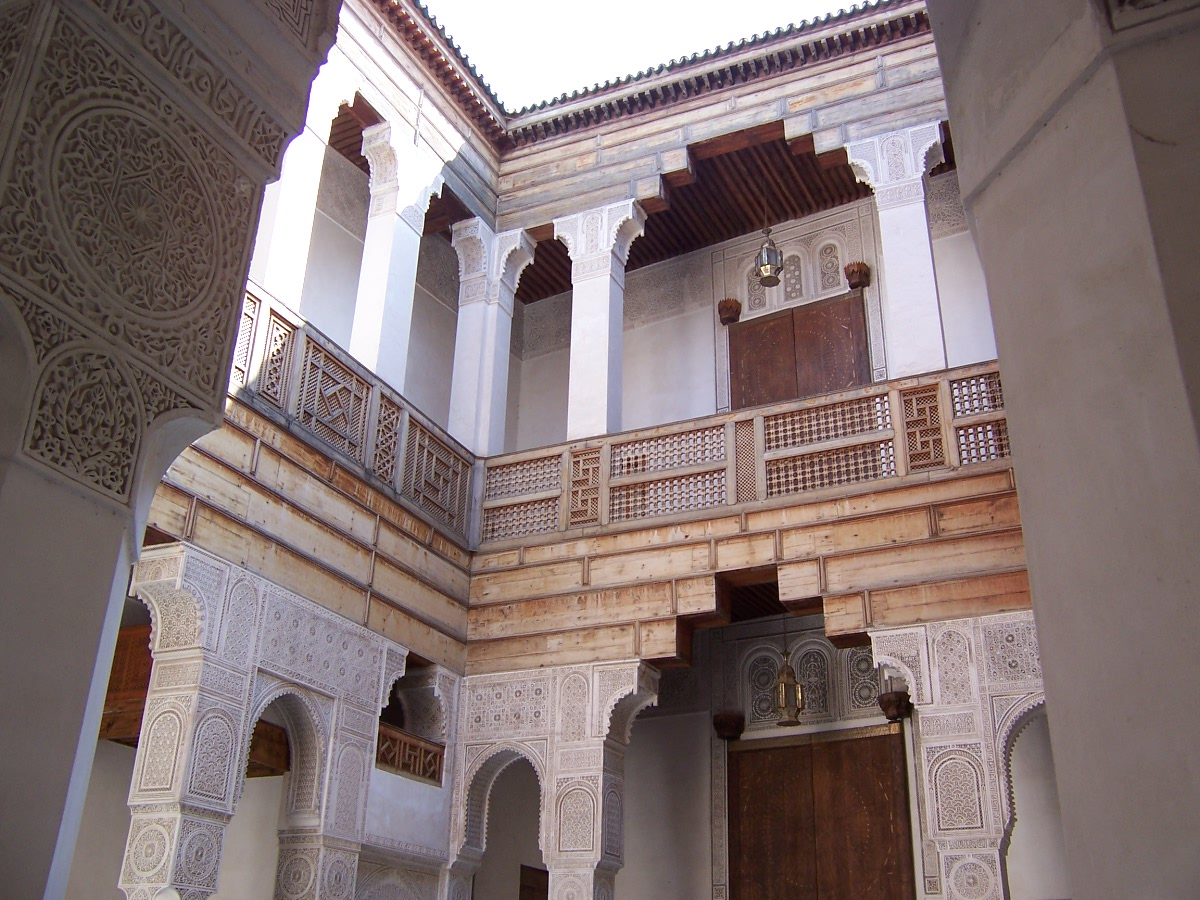
Arquitectura en Fez, Marruecos.

La conquista islámica de África del Norte provocó el desarrollo de la arquitectura islámica en la región, incluyendo estructuras famosas como la Ciudadela de Saladino.

### África occidental

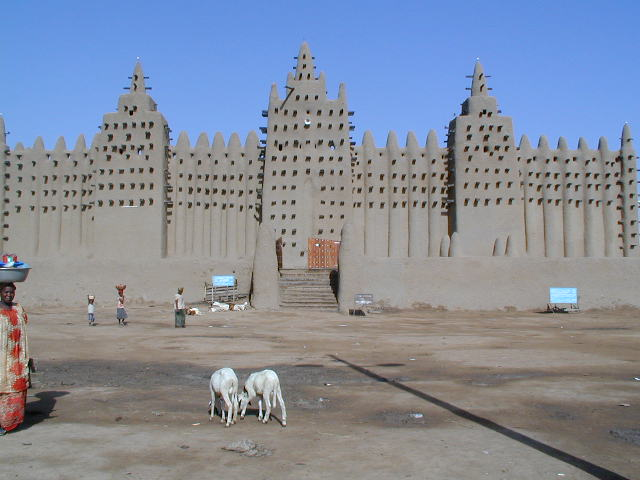
La Gran Mezquita de Djenné, construida en el y reconstruida en 1906-1909, es el mayor edificio hecho de adobe en el mundo.

Los mercaderes islámicos desempeñaron un rol vital en la región occidental de Sahel desde la formación del Imperio de Ghana. 
La ciudad capital del Imperio Kanem-Bornu, Birni N'Gazargamu, podría haber tenido una población de 200.000 personas. Contaba con cuatro mezquitas que podían albergar a 12.000 fieles. Estaba rodeada por una muralla de más de 7 metros y más de una milla de circunferencia. Muchas calles se extendían por la explanada y se conectaban a 660 vías. El edificio principal fue construido con ladrillos rojos. Otros edificios fueron edificados con paja y adobe.
Existieron seis ciudades-estado hausas importantes: Kano, Katsina, Daura, Gobir, Zazzau y Biram. Kano era la mayor: rodeada por un muro de terraplén reforzado de piedra y ladrillos. Kano incluía una ciudadela cercana donde residía la corte real. Las residencias estaban separadas por paredes de adobe. Mientras mayor fuera el estatus del residente, más elaborados eran sus paredes. La entrada principal era en forma de laberinto para aislar a las mujeres. Al interior, cerca de la entrada, se encontraba la vivienda de las mujeres solteras, seguida por el barrio de los esclavos.

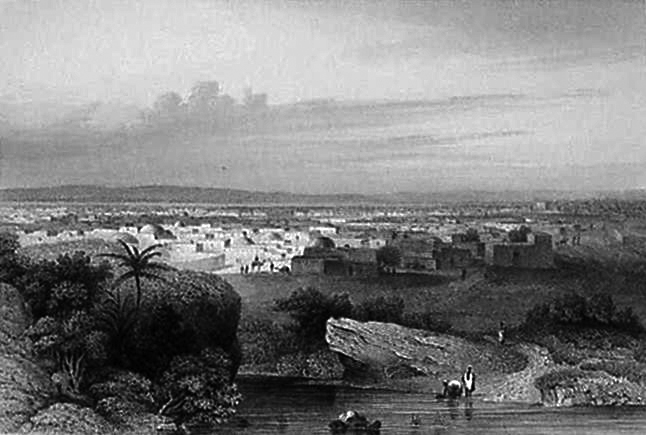
La ciudad de Kano.

En Kumbi Saleh, los locales habitaban viviendas en forma de cúpula en la sección del rey de la ciudad, rodeada por una gran cerca. Los comerciantes vivían en casas de piedra en una sección que contaba con 12 bellas mezquitas (como las describe Abu Abdullah al-Bakri), una de las cuales se dedicaba al azalá del viernes. El rey habría tenido varias mansiones, una de las cuales medía 20 metros de largo y 13 metros de ancho, contenía siete habitaciones en dos pisos y las paredes y cámaras estaban adornadas con esculturas y pinturas.

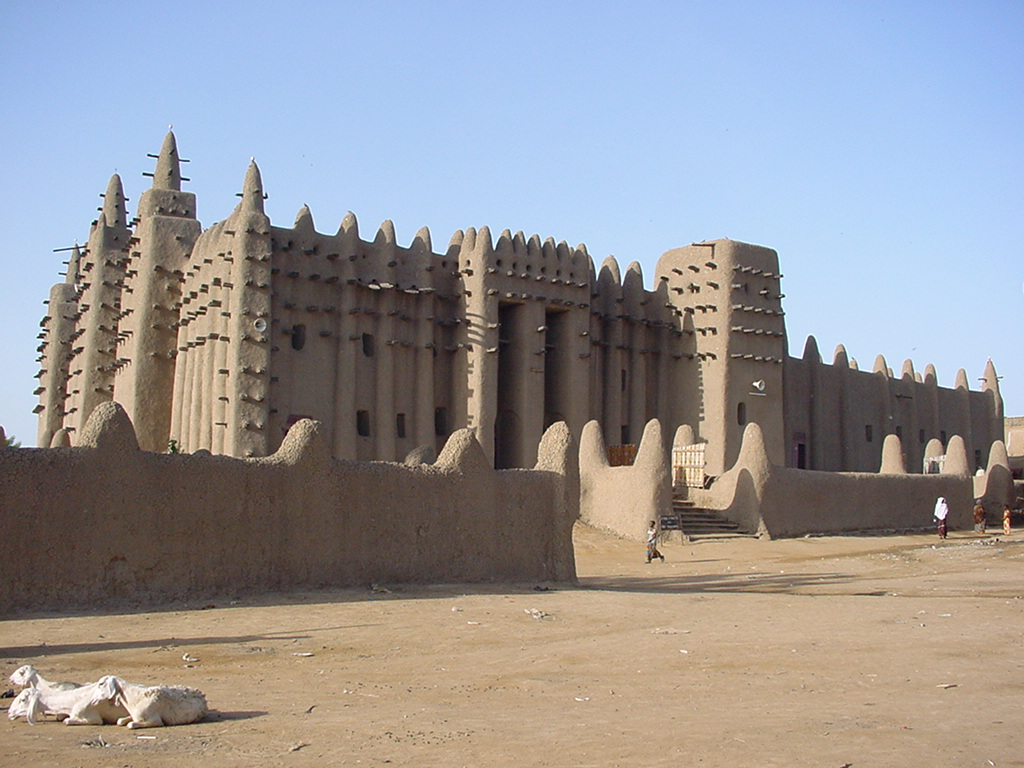
Fachada norte de la Gran Mezquita de Djenné con la entrada principal.

Inicialmente, la arquitectura saheliana creció de las dos ciudades de Djenné y Timbuktu. La Mezquita de Sankore, construida de barro y madera, era similar en estilo a la Gran Mezquita de Djenné. El ascenso de reinos en la región costera de África occidental produjo una arquitectura que se alimentó de las tradiciones indígenas. La afamada Benin City, destruida por una expedición punitiva, fue un gran complejo de casas de marro con techos de tablillas u hojas de palma. El Palacio tenía una secuencia de habitaciones ceremoniales y estaba decorado con placas de latón.